# Armata Republicii Populare Chineze
Forțele Armate Chineze, numite oficial Armata de Eliberare a Poporului, sunt forța armată a Partidului Comunist Chinez (PCC) și este formată din patru categorii de arme: Forțele Terestre, Forțele Aeriene, Forțele Navale, Rachete Strategice. 
Republica populară Chineză este mare putere nucleară.
Drapelul Armatei Republicii Populare Chineze
Drapelul Armatei Republicii Populare Chineze (Armata de Eliberare a Poporului) folosește steaua galbenă alături de caracterele chinezești 8-1 (Pentru 1 august, data când a fost înființată Armata de Eliberare a Poporului, cu referire totodată și la Răscoala din Nanciang).
Forțele Armate Chineze au luat naștere în 1927 d.C. ca organizația armată a Partidului Comunist Chinez; până în anul 1946 se numea "Armata Roșie".

## Istoric
Armata de Eliberare a Poporului a fost fondată pe 1 august 1927 în timpul Revoltei din Nanciang, când trupele Kuomintang (KMT) s-au răsculat sub conducerea lui Zhu De, El lung, Ye Jianing și Zhou Enlai, la scurt timp după sfârșitul primei alianțe dintre Kuomintang și comuniști. Această armată purta numele de Armata Roșie Chineză (chineza simplificată: 红军, chineză tradițională : 红军; pinyin: Hongjun). Între 1934 și 1935, Armata Roșie a supraviețuit mai multor campanii conduse împotriva sa de către generalissimul Ciang Kai-Șek, care ca să scape de trupele naționaliste s-a angajat Marșul cel Lung. În timpul celui de-al doilea război chino-japonez (1937-1945), forțele militare comuniste au fost nominal integrate în Armata Revoluționară Națională a Republicii China. În acest timp, aceste două grupuri militare au fost folosite în primul rând pentru război de gherilă, purtând câteva bătălii cu japonezii cu unități naționaliste și forțele paramilitare în spatele liniilor japoneze.
După sfârșitul războiului chino-japonez, Partidul Comunist a unit cele două grupuri militare și a redenumit forța armată în Armata de Eliberare a Poporului, și în cele din urmă a câștigat Războiul Civil Chinez.
În timpul anilor 1950, Armata chineză cu ajutor sovietic s-a transformat dintr-o armată de țărani într-una modernă. O parte a acestui proces a fost reorganizarea, care a creat în 1955 treisprezece regiuni militare. Armata chineză conținea, de asemenea, mai multe unități ale Armatei Naționale Revoluționare și generalii care au dezertat, fugind la Armata de Eliberare a Poporului. Ma Hongbin și fiul său, Ma Dunjing (1906-1972), au fost singurii generali musulmani, care conduceau o unitate musulmană, Corpul 81, singura unitate musulmană care a servit vreodată în AEP.

## Scopuri strategice

Soldat în Piața Tiananmen.

Scopul strategic al Armatei chineze este apărarea integrității teritoriale a țării, unde la Pekin, pe termen lung, se înțelege și unirea țării cu Taivanul. Împotriva acestui deziderat stă garanția de securitate oferită de SUA, care nu exclude nici folosirea armelor nucleare în cazul unei agresiuni chinezești.
De la înființarea Republicii Populare Chineze, armata chineză a participat la patru conflicte armate semnificative:
- la începutul anilor 1950 în Războiul din Coreea
- în 1962 a avut un război de graniță cu India
- în 1969 a avut lupte de graniță cu URSS-ul
- în 1979 a purtat război de graniță cu Vietnamul

Armata chineză nu a avut niciodată forțe militare în străinătate, nu are baze militare.

## Efective

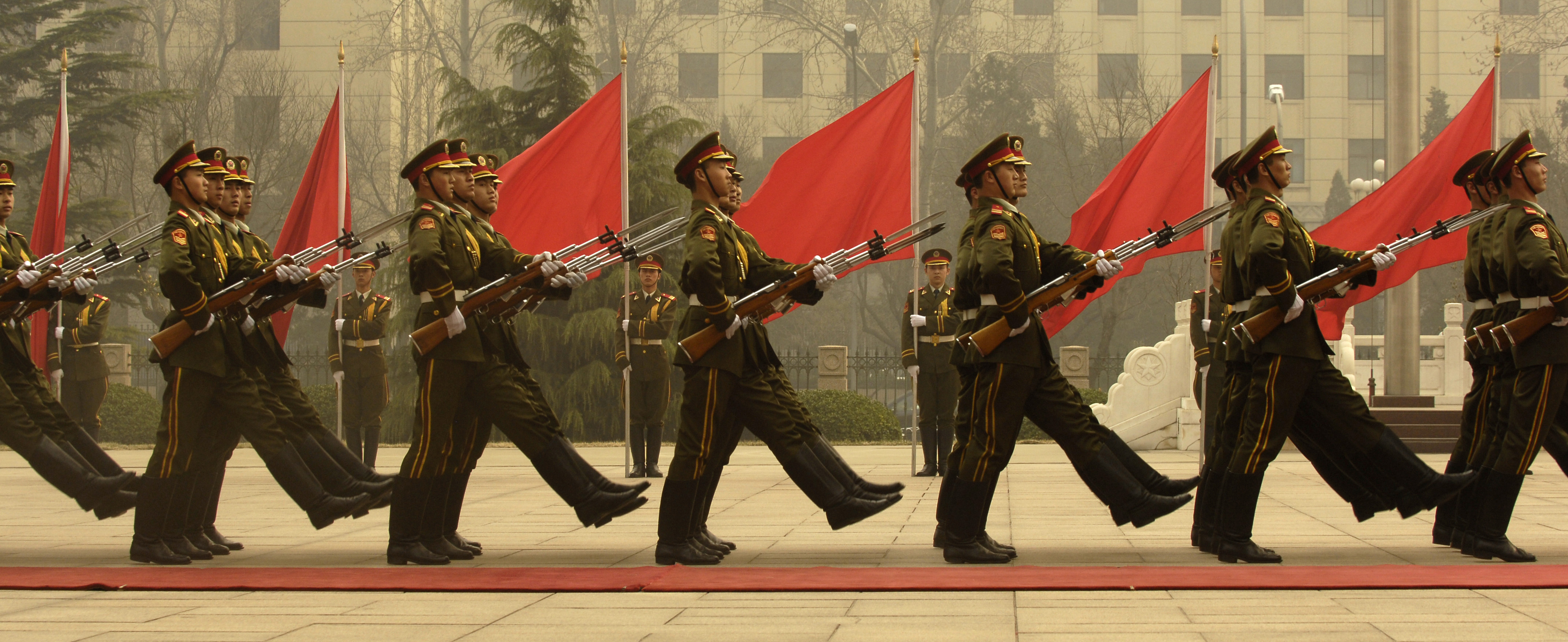
Membrii gărzii de onoare militare chineze

Fată de la Peking, în uniformă ostășească (1972)

După numărul militarilor activi, Armata Republicii Populare Chineze este cea mai mare armată din lume.
Efectivul armatei în raport cu populația țării însă este mic. La 1.000 locuitori sunt 5,3 militari, față de 23,56 în Rusia sau 9,46 în SUA.

## Dotări

#### Forțele Terestre
În prezent în lume Forțele Terestre ale Armatei Chineze au efectivul cel mai mare, numărând în jur de 1,6 milioane militari, aproximativ 70% din totalul Forțelor Armate.
Forțele terestre sunt dispuse în diferite regiuni militare. În cazul unor situații de criză Forțele Terestre ale Armatei Chineze sunt susținute de rezerve și unități paramilitare.

#### Echipament de infanterie
Pistoale

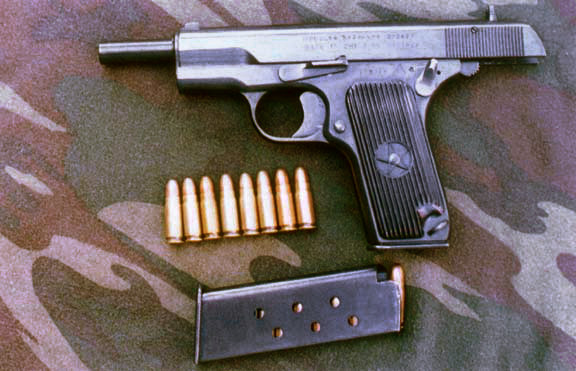
Pistol Tip 54

- QSW-06 - Înlocuiește pistolul Tip 67 cu amortizor
- QX04 - Pistol nou
- CS/LP5
- QSZ-92 - Înlocuiește pistolul Tip 54 ca armă standard de serviciu
- Tip 84 - 7,62 mm pistol mic pentru Forțele de securitate și Poliție[2]
- Pistol Tip 80
- Pistol Tip 77 - Folosit doar de Poliție
- Pistol Tip 67 - 7,65 mm încă în serviciu, cu amortizare de zgomot, va fi înlocuit de QSW-06)[3]
- Pistol Tip 64 - Folosit doar de Poliție.
- Pistol Tip 59 - În număr limitat la Poliție și Serviciul de contrainformații. este pistolul sovietic Makarov PM.
- Pistol Tip 54 - Pistol standard TT1930/1933

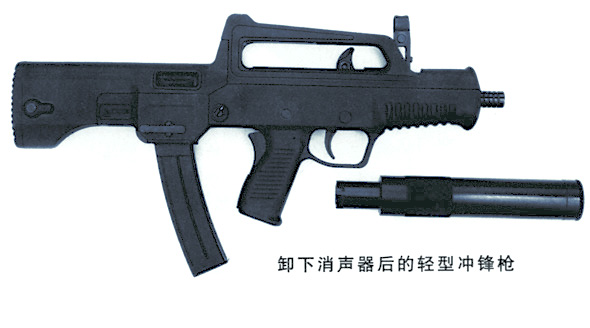
QCW-05

Pistoale mitralieră
- CS/LS06 - 9 mm
- CS/LS5 - 9 mm
- CS/LS3 - 9 mm
- CS/LS2 - 9 mm
- CF-08PDW - 9 mm pistol mitralieră[4]
- CF-05 - Folosit doar de Forțele Speciale ale Poliției
- QCQ-05 - Folosit doar de Forțele Speciale
- QCW-05 - Folosit doar de Forțele Speciale
- JS 9mm - 9 mm pistol mitralieră
- Pistol mitralieră Tip 85 - Varianta îmbunătățită a Tip 79
- Pistol mitralieră Tip 82 - 7,62 mm
- Pistol mitralieră Tip 79 - Folosit doar de Forțele Speciale și Forțele aeropurtate
- Pistol mitralieră Tip 64 - 7,62 mm

#### Forțele Navale

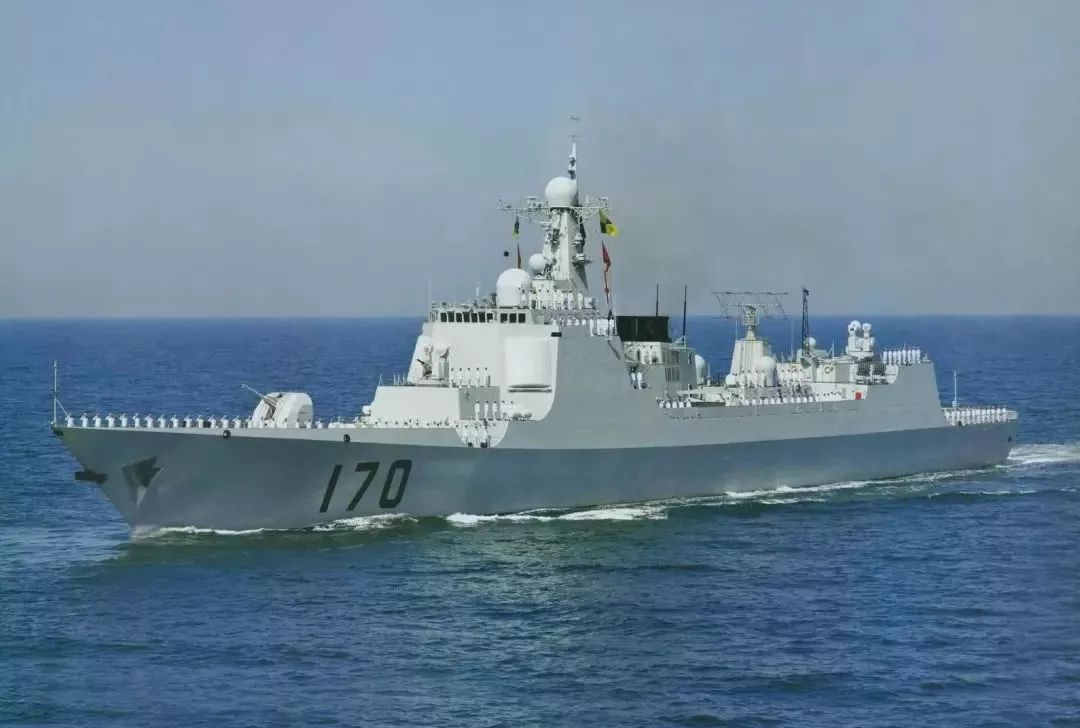
Lanjo (DDG170) e un distrugător de tip 052C al Forțelor Navale Chineze

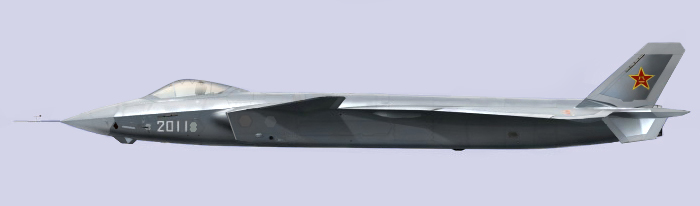
Un avion de vânătoare ascuns "Chengdu J-20" a celei de-a V-a generații, acum supus îmbunătățirilor pentru Forțele Aeriene Chineze.

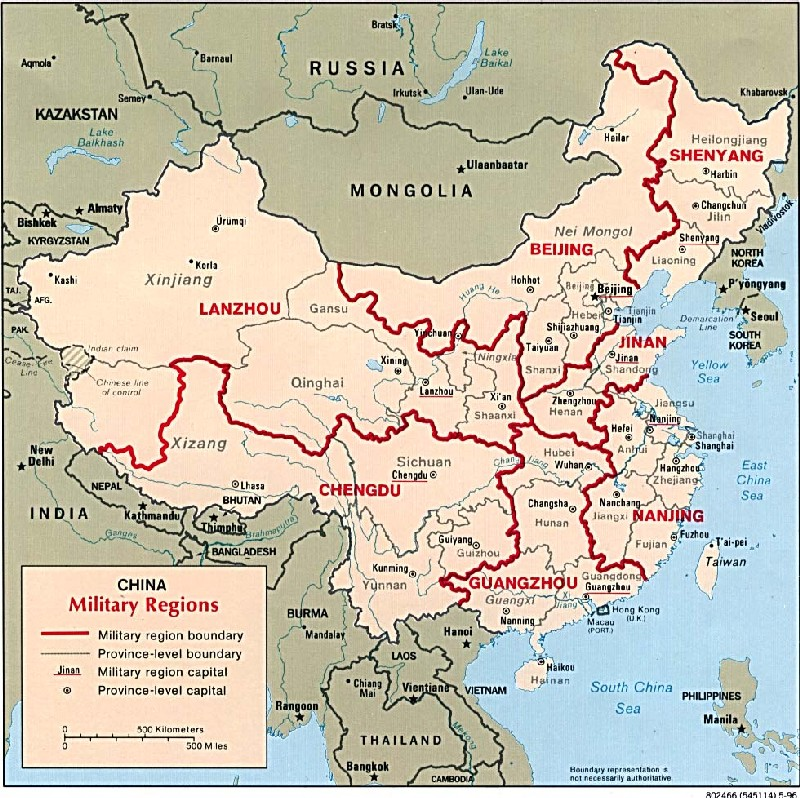
Regiuni militare ale AEP-ului (1996)